# Tantilla flavilineata
Tantilla flavilineata är en ormart som beskrevs av Smith och Burger 1950. Tantilla flavilineata ingår i släktet Tantilla och familjen snokar. Inga underarter finns listade i Catalogue of Life.
Denna orm är endast känd från delstaten Oaxaca i centrala Mexiko. Utbredningsområdet ligger 2000 till 2350 meter över havet. Arten lever i lövskogar som domineras av ekar. Individerna gömmer sig ofta under stenar eller under träbitar som ligger på marken. Honor lägger troligtvis ägg som hos andra släktmedlemmar.
Beståndet hotas av skogsröjningar. IUCN kategoriserar arten globalt som starkt hotad.